# Cymothoa ianuarii
Cymothoa ianuarii es una especie de crustáceo isópodo marino del género Cymothoa, familia Cymothoidae. Fue descrita científicamente por Schiödte & Meinert en 1884.

## Distribución
Esta especie se encuentra en Brasil y el Atlántico tropical.